# Серпокрилець південноазійський
Серпокрилець південноазійський (Cypsiurus balasiensis) — вид птахів родини серпокрильцевих (Apodidae).

## Поширення
Вид поширений в Південній та Південно-Східній Азії від Індії до Філіппін. Населяє відкриті місцевості та оброблені поля, особливо на плантаціях олійної пальми, оскільки влаштовує гнізда в нижній частині пальмового листя, обклеюючи їх слиною.

## Опис
Довжина птаха становить 13 см, а вага близько 20 гр. Оперення блідо-коричневе, а крила довгі, вузькі та стрілоподібні. Хвіст довгий і має глибоку вилку, хоча зазвичай він тримається закритим. За своєю морфологією обидві статі дуже схожі.